# ヴァイオリン協奏曲第1番 (ブルッフ)

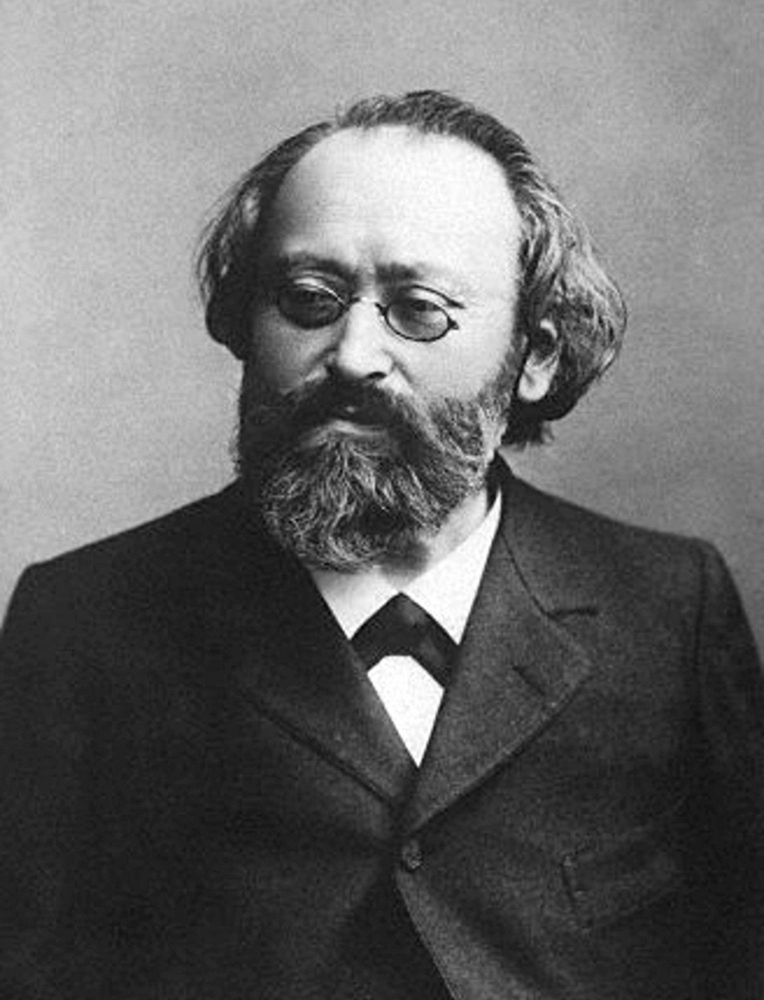
ブルッフ

ヴァイオリン協奏曲 第1番 ト短調 作品26は、マックス・ブルッフの作曲した最初のヴァイオリン協奏曲。ブルッフの代表作で、数あるヴァイオリン協奏曲の中でも広く愛好される作品の一つである。

## 概要
1864年に着手され1866年に一度完成し、4月24日にコブレンツにおいてオットー・フォン・ケーニヒスロウの独奏、作曲者指揮により初演された。これは好評だったがブルッフは満足せず、友人のヨーゼフ・ヨアヒムに助言を求めて大規模な改訂を進めた。改訂は1868年年頭まで続き、ブルッフの誕生日の前日である1月5日にブレーメンにおいてヨアヒムの独奏、カール・マルティン・ラインターラーの指揮によって現行の形での初演が行われた。
初演は大きな成功を収め、ヨアヒムを始めフェルディナンド・ダヴィッド（ブルッフが助言を求めた一人）、レオポルト・アウアー、アンリ・ヴュータン、パブロ・デ・サラサーテなど数々の著名なヴァイオリニストのレパートリーに組み込まれるようになり、各地で人気を博した。現在においてもブルッフの作品の中で特によく演奏されるが、ブルッフ自身はヴァイオリン協奏曲第2番、第3番を差し置いて「ト短調」ばかりが有名になることを苦々しく思うこともあった。

## 楽器編成
独奏ヴァイオリン、フルート2、オーボエ2、クラリネット2、ファゴット2、ホルン4、トランペット2、ティンパニ、弦五部

## 構成
3楽章からなる。演奏時間はおよそ25分。
形式は創意に富み、第2楽章に重点が置かれているほか、明確なカデンツァは置かれていない。このためブルッフはこの作品を「幻想曲」と名付けることも考えていたが、単一楽章で書かれたルイ・シュポーアのヴァイオリン協奏曲第8番「劇唱の形式で」を引き合いに出したヨアヒムに説得されている。
第1楽章　前奏曲、8分～9分
アレグロ・モデラート Vorspiel: Allegro moderato ト短調、4/4拍子。
当初「幻想曲風の序奏」("Introduzione quasi Fantasie")と題される案もあった比較的短い楽章。楽章の冒頭と終わりに独奏の技巧的なレチタティーヴォが置かれている。ティンパニのトレモロに木管が答えて始まり、自由なソナタ形式で展開していく。トゥッティの出番が少なくほぼ全体が独奏ヴァイオリンが支配する。通常アタッカでつながるのが第2楽章と第3楽章の間になるところを、異例の本楽章と第2楽章の間になっており、「前奏曲」との表記通り第2楽章の前触れとしての役割を果たしている。
第2楽章　9分～10分
アダージョ Adagio 変ホ長調、3/8拍子。
展開部を欠いたソナタ形式で、この曲の中心を置く最も長い楽章。第1楽章同様ほぼ独奏ヴァイオリンが支配する。ブルッフ一流の旋律美が存分に発揮されている。ヴァイオリンの歌う第一主題に始まり、第二主題は独奏のパッセージを背景に木管楽器によって歌われる。再現部は変形され、変ト長調の第一主題再現に始まって第二主題がクライマックスを作る。最後は静かに終える。
第3楽章　終曲、7分～8分
アレグロ・エネルジコ Finale: Allegro energico ト長調、2/2拍子。
ソナタ形式。主題を予示するオーケストラの導入に始まり、ヴァイオリン独奏の重音奏法による熱狂的な主題が現れる。第2主題はオーケストラに示される雄大なもので、ロマン派音楽の抒情性のすぐれた例となっている。